# ニコライ・ボルジュジャ
ニコライ・ニコラエヴィチ・ボルジュジャ（ロシア語: Никола́й Никола́евич Бордю́жа, ラテン文字転写: Nikolai Nikolayevich Bordyuzha, 1948年10月20日 -  ）は、ロシアの政治家。国境警備部門、治安部門出身のシロヴィキで、ロシア安全保障会議書記、大統領府長官を歴任した。大将。
1949年オリョールに生まれる。1972年、戦略ロケット軍ペルミ高等指揮技術学校を卒業する。1975年からソ連国家保安委員会（KGB）に入り、1976年、高等軍事防諜課程を修了。以後、主に国境警備部門や治安機関で勤務する。
1991年5月、ボリス・エリツィンの下で、ロシア連邦大統領附属連邦政府通信・情報局（FAPSI）兵員業務局第一副局長となる。1992年、ロシア国境軍副司令官、1995年、連邦国境庁（FPS）次官を経て、1998年1月、FPS長官兼国境軍総司令官に就任する。同年3月、ロシア安保会議のメンバーに選出され、同年9月14日、安保会議書記に任命された。さらに同年12月7日大統領府長官となる。1999年3月に退役。
1999年4月に国家関税委員会議長に任命されるが、5月に辞表を提出。同年8月、駐デンマーク大使に任命される。
2003年4月28日、独立国家共同体（CIS）の安全保障組織である独立国家共同体集団安全保障条約機構事務局長に就任。

## パーソナル
妻帯。息子は将校。歴史書とバレーボールが趣味。
2005年、ロシア勇気勲章及び友好勲章を受章。